# Stephanuskirche (Abstatt)

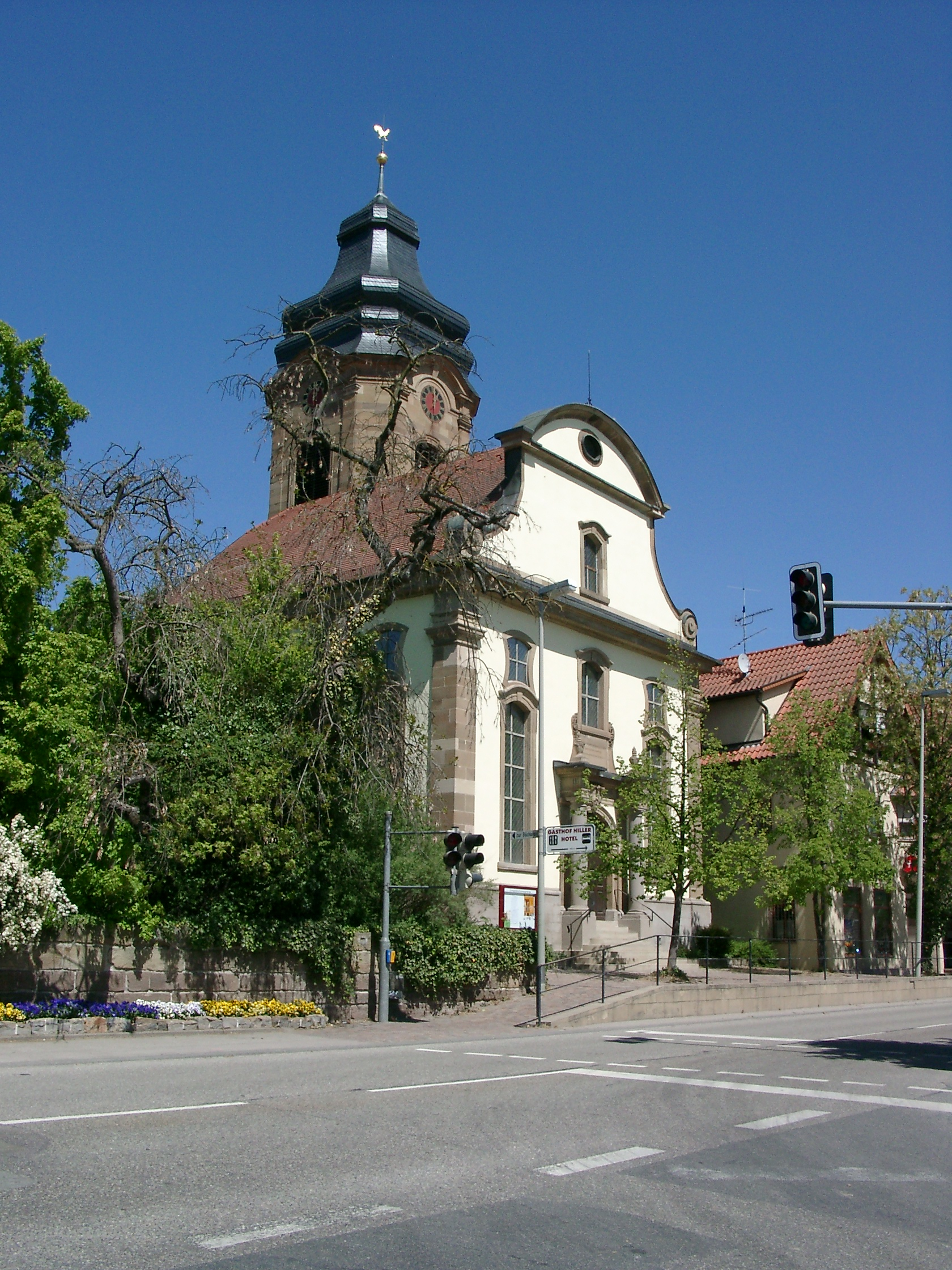
Stephanuskirche in Abstatt

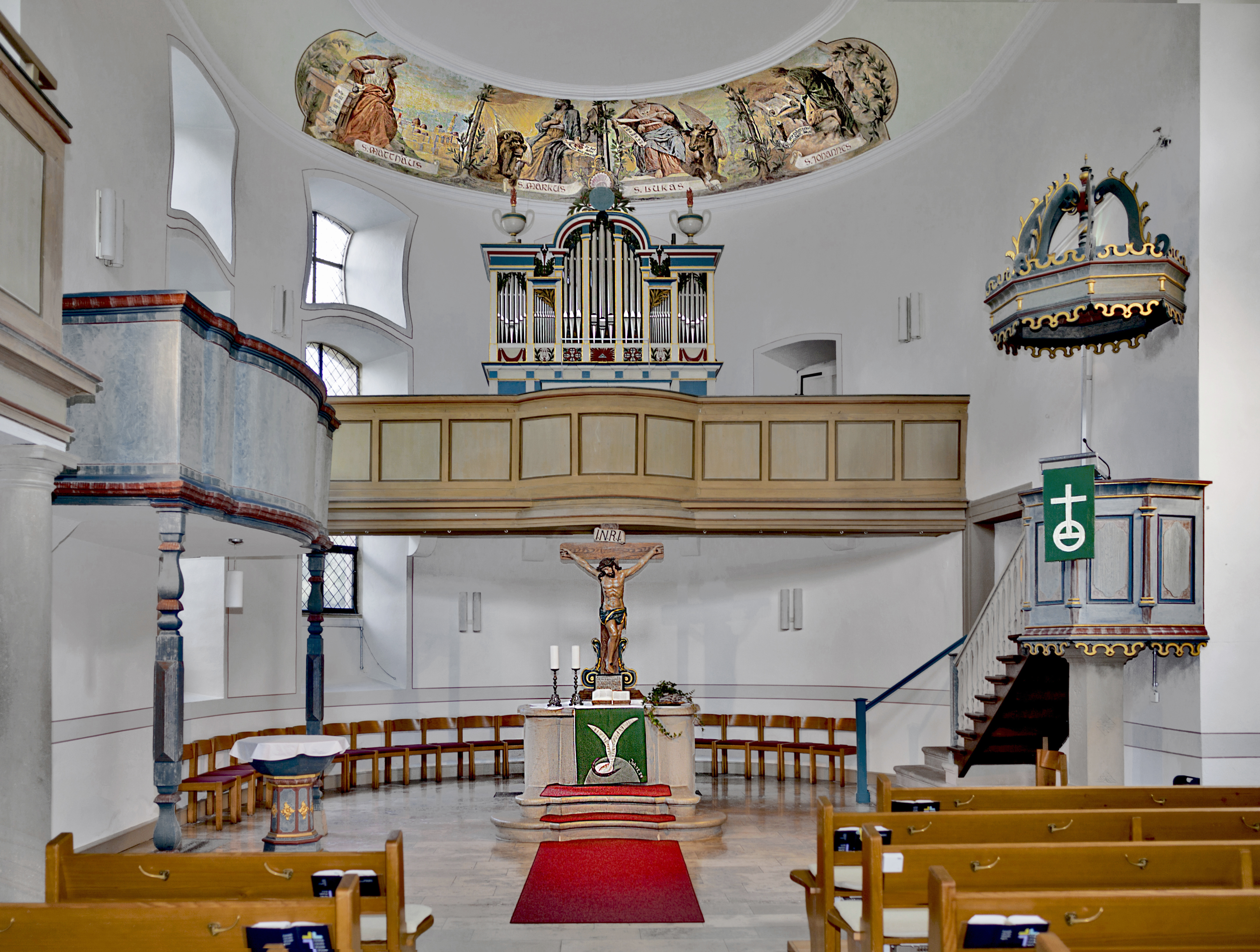
Stephanuskirche innen

Die Stephanuskirche ist eine evangelische Kirche in Abstatt, die in den Jahren 1762–1766 im spätbarocken Stil anstelle eines gotischen Vorgängerbaus als Querkirche in Nord-Süd-Ausrichtung erbaut wurde. Ein gotisches Kreuzgewölbe mit der Jahreszahl 1589 ist noch im unteren Teil des Turmes, der heutigen Sakristei, erhalten, im Schiff noch der Patronatsstand für die katholischen Grafen des Hauses Löwenstein-Wertheim-Rosenberg, eine kleine Empore gegenüber der Kanzel.
Nach einem Brand im Jahre 1899 wurde der Sakralbau 1900 durch Heinrich Dolmetsch wieder aufgebaut. Im Altarraum mit halbrundem Abschluss ist die Orgelempore eingezogen, darunter befindet sich der Altar.
Ernst Bader malte die Kirche im Jahre 1900 mit Deckengemälden aus. Dort sind nur noch die Gemälde der vier Evangelisten über der Orgel  vorhanden, die Szene vom wiederkommenden Christus wurde in den 1960er Jahren abgeschlagen und ist unwiederbringlich verloren.
Die Orgel auf der Empore über dem Altar ist ein Kulturdenkmal. Sie wurde 1834 als Opus 9 von Andreas Martin Laukhuff im Stil des Rokoko mit neun Registern errichtet.
Im Turm befinden sich drei Kirchenglocken:
- Glocke 1, Schlagton h′, wurde 1950 von Heinrich Kurtz in Stuttgart gegossen und trägt die Inschrift: „Ich bin der Weinstock, ihr seid die Reben, ohne mich könnt ihr nichts tun“.
- Glocke 2, Schlagton d″, wurde 1920 von Gebr. Bachert in Kochendorf gegossen und trägt die Inschriften: „Friede sei ihr erst Geläute“ und „Als Ersatz für die im Kriege 1917 abgegebene Glocke“.
- Glocke 3, Schlagton e″, wurde 1949 von Heinrich Kurtz in Stuttgart gegossen und trägt die Inschrift: „Unser täglich Brot gib uns heute“.